# David Mitchell (herec)
David James Stuart Mitchell (* 14. července 1974 Salisbury, Wiltshire, Anglie) je britský komik, herec, scenárista a televizní moderátor.

## Životopis
Spolu s Robertem Webbem tvoří komediální dvojici Mitchell a Webb. Poprvé se společně objevili v sitcomu Peep Show, v němž Mitchell ztvárnil roli Marka Corrigana. Za svůj herecký výkon též v roce 2009 získal televizní cenu BAFTA v kategorii nejlepší komediální herecký výkon. Dvojice se objevila v mnoha seriálech, v němž i napsala scénář, například v Bruiser, The Mitchell and Webb Situation, That Mitchell and Webb Sound a That Mitchell and Webb Look. Jejich první společný film Magicians měl premiéru v roce 2007.
V roce 2013 se dvojice objevila v seriálu Ambassadors. Mitchell též namluvil roli Owena v komediálním rozhlasovém pořadu Think the Unthinkable. Od roku 2007 moderuje rozhlasovou soutěž The Unbelievable Truth, kterou vysílá BBC Radio 4. Od roku 2017 ztvárňuje hlavní roli v seriálu Back, v němž se opět setkal s Robertem Webbem. Od roku 2016 ztělesňuje Williama Shakespeara v komediálním seriálu Zpupný krákal.
Často se objevuje v televizních panelových soutěžích. Od roku 2007 působí jako kapitán týmu v pořadu Would I Lie to You?, kapitánem druhého týmu je Lee Mack. Dříve moderoval The Bubble a Was It Something I Said? a často se v soutěžních pořadech objevuje jako host, například v QI, The Big Fat Quiz of the Year, Mock the Week, 8 Out of 10 Cats Does Countdown a Have I Got News for You. Kromě toho též svými články přispívá do deníků The Observer a The Guardian.

## Osobní život
Řadu let žil v Kilburnu v Londýně jako spolubydlící spisovatele Roberta Hudsona. V roce 2007 šel za svědka Robertu Webbovi, když se ženil s Abigail Burdess.
V roce 2007 se na halloweenském večírku poprvé setkal s moderátorkou Victorií Coren a byl jí „naprosto okouzlen“, ale chodit spolu začali až o dva roky později. V březnu 2012 bylo v novinách The Times oznámeno jejich zasnoubení. Pár byl oddán dne 17. listopadu 2012, Mitchellovi šel za svědka Robert Webb. V květnu 2015 se páru narodila první dcera, kterou pojmenovali Barbara.

## Filmografie

### Film
| Rok  | Název                    | Role           | Poznámky           |
| ---- | ------------------------ | -------------- | ------------------ |
| 2007 | Magicians                | Harry          | První filmová role |
| 2007 | Nestanu se tvojí ženou   | David          |                    |
| 2015 | Up All Night             | policista      |                    |
| 2017 | Gun Shy – Hrdina náhodou | John Hardigger |                    |
| 2019 | Greed                    | Nick           |                    |

### Televize
| Rok       | Název                                             | Role                  | Poznámky                                      |
| --------- | ------------------------------------------------- | --------------------- | --------------------------------------------- |
| 1997      | The Jack Docherty Show                            | různé postavy         | Také scenárista                               |
| 1998      | Comedy Nation                                     | různé postavy         |                                               |
| 2000      | Bruiser                                           | různé postavy         | také scenárista, objevil se ve všech 6 dílech |
| 2001      | Fun at the Funeral Parlour                        | Strachan              | díl: „The Mountains of Doom“                  |
| 2001      | The Mitchell and Webb Situation                   | různé role            | také scenárista, objevil se ve všech 6 dílech |
| 2001      | Comedy Lab                                        | Ray                   |                                               |
| 2002      | TLC                                               | pacient z 50. let     | díl: „Agency Nurse“                           |
| 2003      | The Strategic Humor Initiative                    | Různé role            |                                               |
| 2003–2015 | Peep Show                                         | Mark Corrigan         |                                               |
| 2004      | Doctors and Nurses                                | doktor Toby Stephens  |                                               |
| 2005      | Twisted Tales                                     | Ray                   | díl: „Nothing to Fear“, také scenárista       |
| 2005      | All About George                                  | Jed                   | díl: „1.3“                                    |
| 2005      | Dirty tricks                                      | Penguin               | díl: „1.5“                                    |
| 2005      | Look Around You                                   | Pat Taylor            | díl: „Live Final“                             |
| 2005      | ShakespeaRe-Told                                  | Tim Agnew             | díl: „1.3“ (Zkrocení zlé ženy)                |
| 2006      | Rob Brydon's Annually Retentive                   | on sám                | díl: „1.1“                                    |
| 2006–2009 | Jam & Jerusalem                                   | doktor James Vine     | objevil se v 12 dílech                        |
| 2006–2010 | That Mitchell and Webb Look                       | různé postavy         | také scenárista                               |
| 2006      | Blunder                                           | různé postavy         | také scenárista                               |
| 2009–2012 | Phineas a Ferb                                    | Mitch                 | Dva díly                                      |
| 2010      | Playing Shop                                      |                       | také scenárista, neodvysílaný pilotní díl     |
| 2011      | How TV Ruined Your Life                           | on sám                | Díl: „1.6“                                    |
| 2011–2012 | The Bleak Old Shop of Stuff                       | Jolliforth Jollington | Dva díly                                      |
| 2012      | Pán času                                          | Robot (hlas)          | Díl: „Dinosauři na vesmírné lodi“             |
| 2013      | Ambassadors                                       | Keith Davis           |                                               |
| 2014      | The Incredible Adventures of Professor Branestawm | Harold Haggerstone    | Televizní film                                |
| 2015      | Harry Hill in Professor Branestawm Returns        | Harold Haggerstone    | Televizní film                                |
| 2016–     | Zpupný krákal                                     | William Shakespeare   | sitcom                                        |
| 2017–     | Back                                              | Stephen               | také výkonný producent                        |